# 屏山乡 (大田县)
屏山乡，是中华人民共和国福建省三明市大田县下辖的一个乡镇级行政单位。

## 行政区划
屏山乡下辖以下地区：
屏山村、内洋村、溪头村、玉屏村、芹阳村、和坑村、美阳村、瑞美村、内山村、王坪村、杨梅村、蒋山村和许坑村。